# Formosus
Formosus (asi 816? Ostie – 4. dubna 896 Řím) byl papežem od 6. října 891 až do své smrti.

## Život
Tento papež působil v Itálii v 9. století, v době, kdy se zde střetávaly různé politické tendence. V Římě působily dvě strany – progermánská, stranící panovníkům Východofranské říše, a profrancká, přiklánějící se spíše k Západofranské říši. Formosus, původně biskup z Porta, patřil k čelným představitelům strany progermánské. Angažoval se při pokusu o puč proti papeži Janovi VIII., za což byl exkomunikován. Rehabilitace se dočkal od papeže Marina I.
V době jeho zvolení se politická situace změnila. Profranská strana ztratila politickou moc a progermánská strana se rozštěpila. Jedna část kléru nyní přála italskému králi Widovi ze Spoleta a jeho synu Lambertovi ze Spoleta, druhá část pak stála na straně východofranského krále Arnulfa a k této straně patřil i papež. Protože moc papeže byla italskými králi ohrožována, pozval Formosus do Itálie Arnulfa. Ten roku 896 dobyl Řím, pak byl ale stižen mrtvicí a musel Itálii opustit. Papež se stal terčem nacionálně ovlivněné nenávistné kampaně a byl během nepokojů pravděpodobně otráven.
Nenávist Lamberta ze Spoleta šla ale až za hrob a tak nechal roku 897 mrtvolu exhumovat a uspořádal s mrtvým Formosem soudní proces, známý jako synoda mrtvých.

## Odkazy

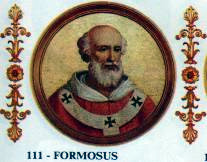
Portrét papeže Formose v bazilice sv. Pavla za hradbami

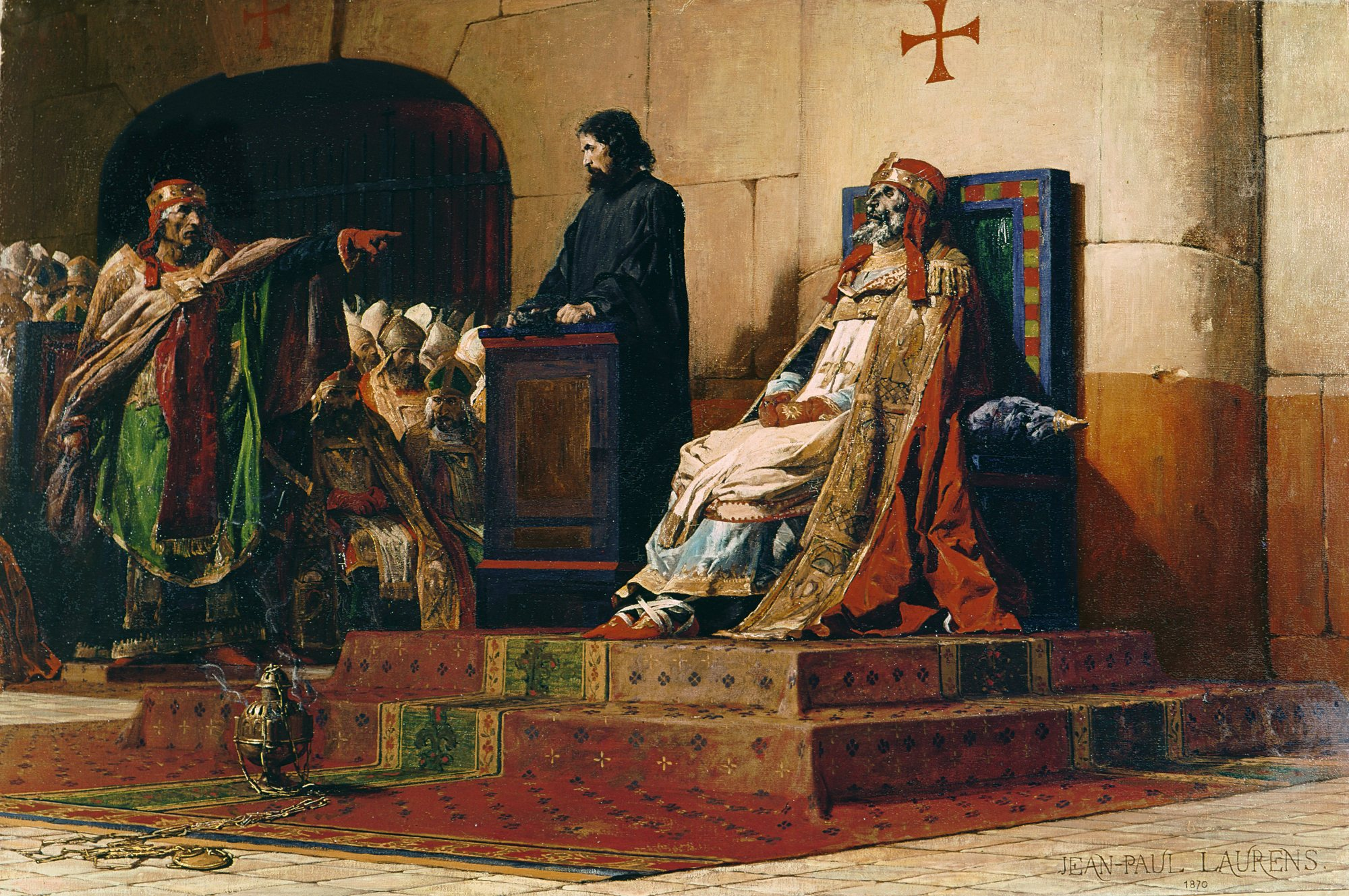
Synoda mrtvých